# Yên Hồ
Yên Hồ là một xã thuộc huyện Đức Thọ, tỉnh Hà Tĩnh, Việt Nam.
Xã Yên Hồ có diện tích 7.41 km², dân số năm 1999 là 4978 người, mật độ dân số đạt 672 người/km².

## Vị trí địa lý
- Bắc giáp xã Đức Vĩnh;
- Đông giáp các phường Đức Thuận và Trung Lương của thị xã Hồng Lĩnh;
- Nam giáp các xã Đức Nhân, Đức Thịnh, Đức Thủy;
- Tây giáp các xã Đức La, Đức Quang.

## Hành chính
Xã có 6 thôn: Trung Hậu, Trung Văn Minh, Quy Vượng, Trung Nam Hồng, Tiến Thọ, Tiến Hòa.

## Lịch sử
- Từ xa xưa trên địa bàn xã này có tuyến kênh Nhà Lê nối từ  kinh đô Hoa Lư đến Đèo Ngang đi qua, là tuyến đường thủy đầu tiên trong lịch sử Việt Nam và được coi là tuyến đường Hồ Chí Minh trên sông vì những đóng góp cho các cuộc chiến tranh của người Việt.
- Xã Yên Hồ thời Trần gọi là Bà Hồ, sang thời Lê Trung hưng gọi là Bình Hồ, năm 1789 Nguyễn Huệ lên ngôi, do phạm húy vua Quang Trung nên đổi lại là Yên Hồ. Cùng thời điểm này xã Bình Yên đổi thành Thái Yên nay là xã Thanh Bình Thịnh.(Yên Hồ danh xưng đến nay đã hơn 230 năm)
- Sau cách mạng tháng tám,(1945) chia làm 2 xã Đức Diên và Đức Phúc.
- Đến năm 1978 Yên Hồ tái lập trên cơ sở sáp nhập 2 xã Đức Diên và Đức Phúc.(40 năm)
- La Sơn Yên Hồ Hoàng Xuân Hãn, mỹ hiệu dành cho nhà bác học Hoàng Xuân Hãn. Là tên một tác phẩm nghiên cứu, các bài viết về ông.
- Bài ca dao về Yên Hồ ra đời rất sớm, trong đó có câu:

Muốn ăn cơm nếp đỗ chà
Muốn xem gái đẹp mời ra Yên Hồ.
(Còn nữa)